# やまぎんカード
株式会社やまぎんカード（英: YAMAGINCARD Co.,Ltd.）は山口県下関市細江町に本社を置く、山口フィナンシャルグループ傘下（山口銀行系列）のクレジットカード会社。

## 概要
山口銀行の顧客基盤を基に主に山口県内でクレジットカードの発行と、加盟店開発を行っている。
元々JCBのフランチャイジーであった「やまぎんジェーシービー」とVJA加盟の「やまぎんクレジット」が2006年1月1日に合併（存続会社はやまぎんジェーシービー）し、「やまぎんカード」として発足、2008年1月1日にDCカードのフランチャイジーである「やまぎんディーシー」を吸収合併して現在に至る。この為、一つの会社で現在も3種類の提携クレジットカードを発行している。
なお、山形銀行系列のやまぎんカードサービスとは関係が無い。